# Valentina Klemenčič
Valentina Tina Klemenčič (* 5. Februar 2002 in Kranj, Slowenien) ist eine slowenische Handballspielerin, die für die slowenische Nationalmannschaft aufläuft.

## Karriere

### Im Verein
Klemenčič erlernte das Handballspielen beim RK Naklo und schloss sich im Alter von 16 Jahren dem RK Krim an. Dort erhielt sie im Alter von 17 Jahren ihre erste Spielanteile in der EHF Champions League. Nachdem die Kreisspielerin mit der Damenmannschaft von RK Krim fünf Mal die slowenische Meisterschaft und zwei Mal den slowenischen Pokal gewonnen hatte, wechselte sie im Sommer 2024 zum deutschen Bundesligisten HB Ludwigsburg. Mit Ludwigsburg gewann sie 2025 sowohl die deutsche Meisterschaft als auch den DHB-Pokal. Nach der Saison 2024/25 verließ sie Ludwigsburg.

### In Auswahlmannschaften
Klemenčič wurde im Alter von 17 Jahren erstmals in den Kader der slowenischen Nationalmannschaft berufen. Ihre erste Turnierteilnahme für die slowenische Auswahl war bei der Weltmeisterschaft 2019, in deren Verlauf sie ein Tor warf. Daraufhin nahm sie mit der slowenischen Auswahl an der Europameisterschaft 2020, an der Europameisterschaft 2022, an der Weltmeisterschaft 2023 und an den Olympischen Sommerspielen 2024 teil.